# 콩콩코콩
《콩콩코콩》(こんこんここん)은 코게돈보*에 의한 만화작품. 연재가 시작된 년도는 2006년이나 2009년까지도 1권밖에 안 나왔다.

## 등장인물
히노니시 렌(日野西 蓮)
주인공. 요괴 매니아로, 시골에서 도쿄로 올라온 소년. 이전에 시골에 살았을 때에 코콩을 도와준 적이 있지만, 자신은 전혀 기억 못하는 것같다.
코콩(ここん)
자신을 구해준 렌에게 은혜를 갚기 위해서 렌을 따라 도쿄로 올라온 구미호소녀. 이전에 있던 산에는 100년에 한번씩 뽑혀진다는 무녀로있었다.
키츠네코(狐子)
코콩과 같은 요괴로, 여우요괴. 산에 있어야하는 무녀인 코콩이 도쿄로 떠나, 데려오기 위해서 도쿄로 올라왔지만 렌에게 반해서 자신도 도쿄에 머물게 되었다.
우미보우즈 (海坊主)
렌의 학교에서 바다로 놀러갈 때에 렌이 구해준 바다요괴. 외형과 말투등으로 보면 여자 아이이지만, 우미보우즈이기 때문에 남자 아이이다.
쿠조 카즈네 (九条和音)
렌의 동급생으로 꼬마여신 카린시리즈의 주요 인물 중 한 명.
쿠조 히메카 (九条 姬香)
렌의 동급생인 카즈네의 사촌. 꼬마여신 카린시리즈의 주요 인물 중 한 명이다.

## 서적

### 일본
브로콜리 코믹스
콩콩코콩 (1) - 2006년 12월 21일 발매